# Zombie

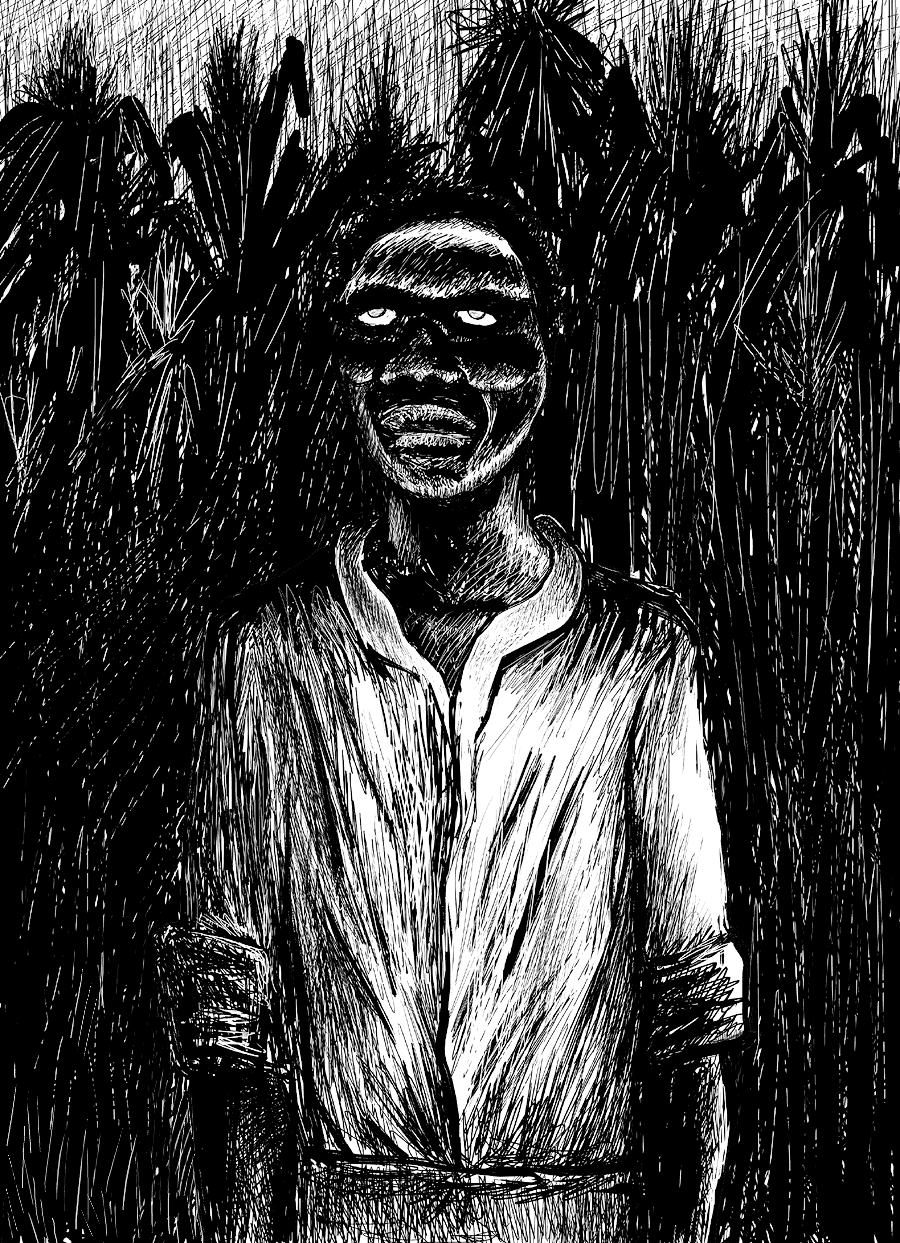
En zombie vid skymning i ett sockerrörsfält på Haiti.

Zombie (inlånat sedan 1965 från engelska, från haitisk kreols zonbi med liknande betydelse, och kongolesiskans zumbi, 'lyckofetisch') är i främst den karibiska versionen av voodoo en människa vars sinne behärskas av en annan eller vars viljeförmåga helt försvunnit, alternativt en död människa vars kropp återfått livet enbart i så måtto att den kan röra sig och eventuellt utföra en mästares order. Det finns mycket få vetenskapliga belägg på verkliga zombier.
Trots att zombier i grunden är en relativt sällsynt avart av voodoo, har figuren i form av en människoätande odöd blivit en vanlig arketyp i skräckfilmer. Det finns en hel genre av zombiefilmer, brädspel, exempelvis Zombicide, rollspel och zombie-datorspel där spelserierna Resident Evil, Left 4 Dead, DayZ, H1Z1 och 7 Days to Die tillhör de mest kända.

## Historia
Berättelser om odöda har funnits ända sedan medeltiden där många trodde att döda människors själar kunde återvända till jorden för att förfölja de levande. Skillnaden mellan dessa berättelser och zombiemyten är att zombier återuppväcks av andra människor genom ritualer.

### Verkliga zombier
Den moderna voodoo-zombien undersöktes första gången av europeiska forskare 1930 av den franske antropologen Dr George de Rouquct på Haiti. De zombier han träffade var män som hade livlös blick och insjunkna kinder, arbetade hårt utan att svettas, och hade en stel gång. de Rouquct drog inga slutsatser om hur zombierna hade kommit till. Hans anteckningar har inte fått någon större spridning utanför antropologiska tidskrifter. Folklivsforskaren Zora Neale Hurston upptäckte 1937 på Haiti vittnesmål om en kvinna som sades ha dött och blivit begravd 1907, men som fortfarande påträffades då och då. Det ryktet visade sig vara falskt. Ett av de mest berömda fallen rör Clairvius Narcisse som dog och begravdes på Haiti 1962, men som 18 år senare upptäcktes vid liv av sin syster. Han var då förvirrad och hade bara svaga minnen. Läkarna fick inte fram några entydiga svar om de medicinska orsakerna. Narcisse har dock berättat att han under de två första åren hölls som slav, tills en medfånge vaknade ur sin dvala och dödade sin ägare.
Under 1980-talet reste etnobotanikern Wade Davis till Haiti och undersökte religionen voodoo och dess ceremonier. Han fann många vetenskapliga förklaringar till flera av religionens ritualer. Han fann bland annat ett tvåkomponentspulver som tillsammans orsakade ett zombielikt tillstånd. Bland Davis upptäckter fanns dessutom hela processen att skapa en zombie, som han beskriver så här:
Den person som valdes ut var ofta någon som betett sig illa, och som därför blivit utstött av gruppen, så att den inte skulle ha något socialt nätverk att falla tillbaka på. Offret förgiftades med en blandning av dödliga och lugnande mediciner och örter (tetrodotoxin - samma gift som i japansk blåsfisk/fugu - och en hallucinogen ingrediens, bufotenin), ofta genom att giftet lades i offrets skor eller hälldes på dess rygg. Blandningen kräver mycket exakta förberedelser, eftersom för mycket av vissa ingredienser skulle döda offret istället för att försätta det i dvala. När offret har fått alla symptom på att ha dött (en hjärtmonitor skulle inte bli lurad) och sedan begravts, går den medicinman (bokor eller houngan) som har utfört förgiftningen till graven och gräver upp "liket". Offret väcks upp med andra droger och misshandlas och förnedras för att "döda dess vilja". En av de drogerna försätter offret i ett psykotiskt delirium som gör att personen inte kan tala eller koncentrera sig, och bara anar verkligheten.
Vissa zombier har väckts ur denna situation på grund av slarv med vidare medicinering eller att de har givits förbjuden mat såsom salt. De flesta offer som väcks på det sättet tenderar att bli så arga att de dödar sina mästare. De som inte vaknar dör ofta inom någon månad, på grund av det hårda arbetet och de starka drogerna som skadar hjärnan. Ingen vet hur många som blivit förvandlade till zombier, men det är möjligen över 1000 personer, baserat på rapporter om saknade personer och vittnesmål från anhöriga.

#### Alternativa förklaringar
Andra forskare är skeptiska till att det över huvud taget skulle finnas zombier och menar att det är en myt. De hävdar att historier om zombier i själva verket kan ha sitt ursprung i att mentalt handikappade sålts av sina släktingar till slaveri. Vissa har också påpekat att gruppsykologin inom vissa voodooutövande samhällen, som närmast liknar sekter, också är en sannolik orsak till zombie-fenomenet.

### Fiktiva zombier

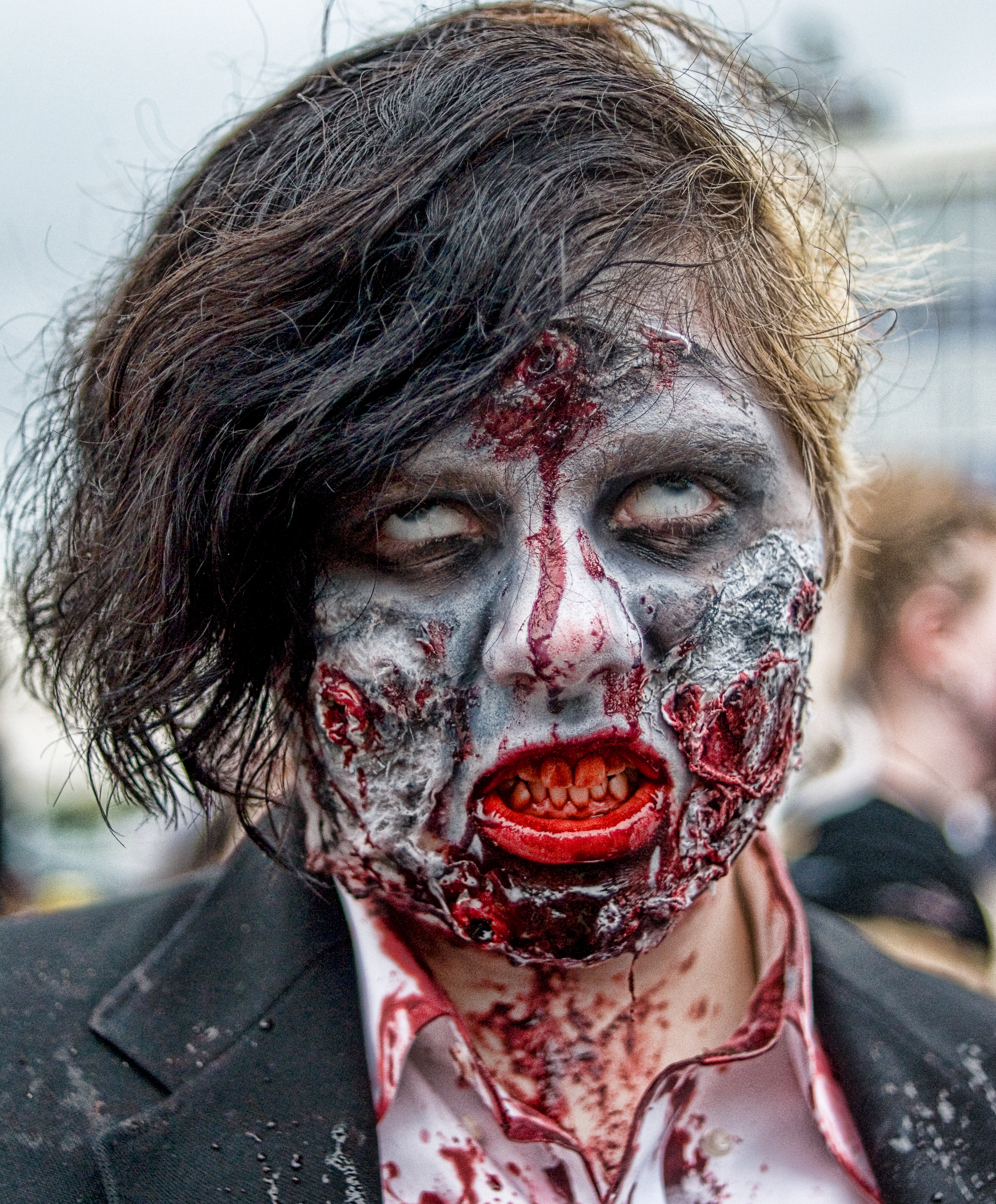
Person i zombieutstyrsel.

Berättelser om zombier innan 1950-talet handlade i stort sett om själlösa slavar. Det förändrades 1954 i och med den amerikanske science fiction-författaren Richard Mathesons berättelse Varulvarnas natt, på engelska I am Legend, där zombierna var drabbade av ett virus som orsakade vampyrism, och som orsakade att de blev kannibaler. Det förändrade bilden av zombierna för evigt, och inspirerade bland andra George A. Romeros zombiefilmer.
Numera skildras zombier i filmer, böcker och datorspel som uttryckslösa ruttnande medvetslösa kroppar som äter människokött. Intrigen går ofta ut på att en grupp vanliga människor förblir friska när alla andra människor förvandlas till zombier. Så är fallet i bland annat Romeros Living Dead-filmer. Gruppen måste sedan försöka hitta ett sätt att överleva och eventuellt bota resten av mänskligheten eller stoppa spridningen av smittan.
Två regissörer som har influterat stora delar av zombie-genren är George A. Romero, vars vision alltid (och i följetong) handlar om att någon form av smitta skapad av rymden eller armén sprids, man fick aldrig reda på den riktiga orsaken (vetenskapliga grunder). Den andra var Lucio Fulci, vars vision alltid handlade om att det rörde sig om religiösa bakgrunder, till exempel kulter/sekter/annat som fick de döda att resa sig ur sina gravar av olika anledningar, dock oftast av religiösa/magiska skäl (religiösa/magiska grunder).